# Pain into Power
Pain into Power – ósmy album studyjny amerykańskiego zespołu Terror wydany 6 maja 2022 nakładem Pure Noise Records.

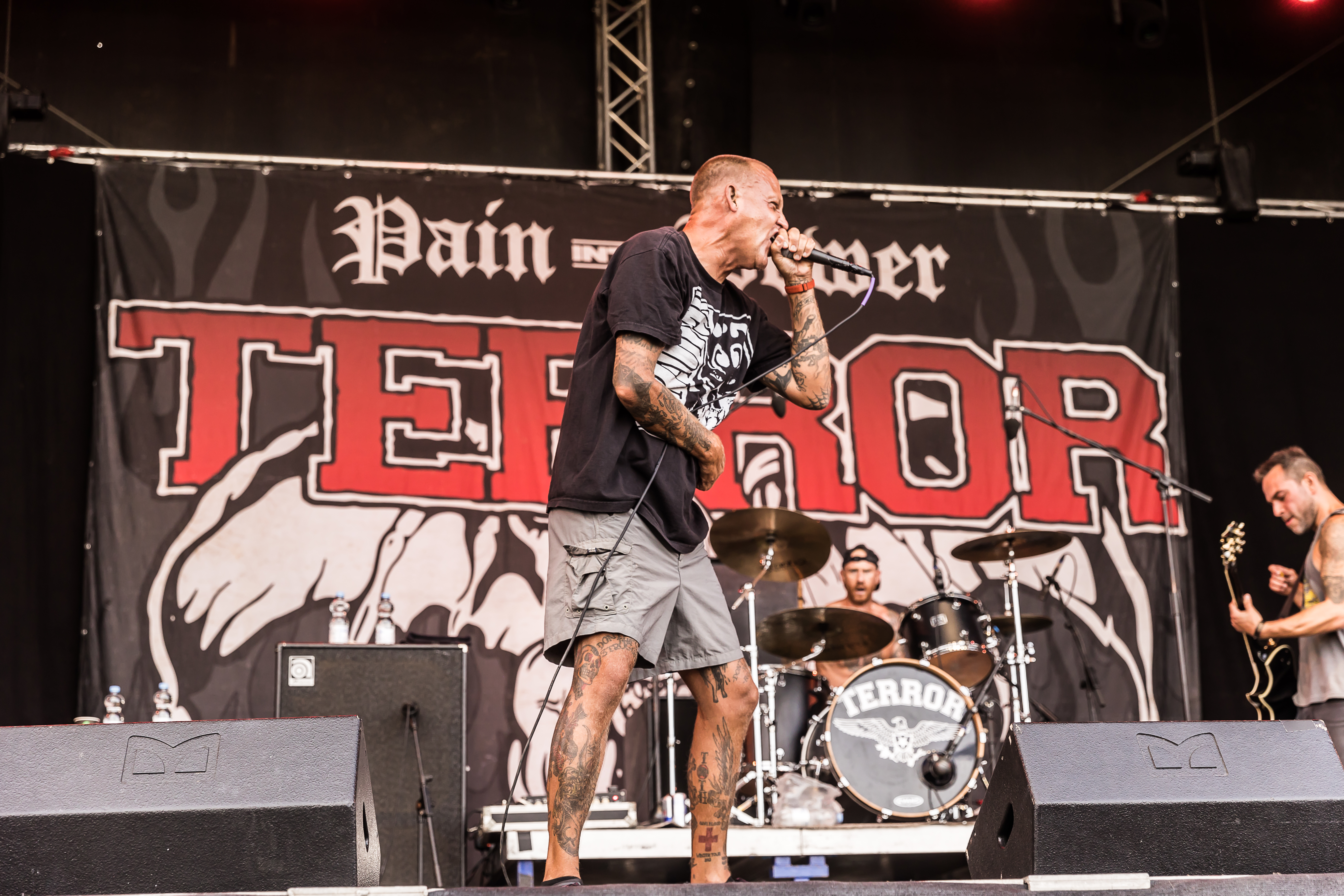
Oprawa graficzna płyty podczas koncertu Terroru w 2024

## Lista utworów
1. "Pain Into Power" – 0:53
2. "Unashamed" – 1:59
3. "Boundless Contempt"	– 2:02
4. "Outside The Lies"  – 0:44
5. "One Thousand Lies" – 2:28
6. "Can't Let It Go" – 1:15
7. "Can't Help But Hate"	– 1:26
8. "The Hardest Truth" – 2:38
9. "On The Verge Of Violence"	– 1:58
10. "Prepare For The Worst" – 2:48
11. "Dead At Birth"[3]

## Twórcy
Członkowie zespołu
- Scott Vogel – śpiew
- Nick Jett – perkusja
- Martin Stewart – gitara elektryczna
- Chris Linkovich – gitara basowa
- Jordan Posner – gitara elektryczna

Udział innych
- Todd Jones – produkcja, gościnne śpiew w utworze "The Hardest Truth"
- Crystal Pak, Madison Watkins – gościnne śpiew w utworze "Unashamed"
- George „Corpsegrinder” Fisher – gościnne śpiew w utworze "Can’t Help But Hate"[3]
- Ben Cook – współpraca przy tworzeniu tekstu utworów "Boundless Contempt", "The Hardest Truth"
- Crystal Pak, Madison Watkins – gościnne śpiew w utworze "Unashamed"

## Opis
- Przy pracy nad albumem do grupy dołączył Todd Jones, jeden ze współzałożycieli zespołu[5][3].
- Przesłanie tekstów utworów uznano za mroczniejsze w porównaniu do poprzedniego wydawnictwa[6]. Scott Vogel wyjaśnił znaczenie utworów oraz ich liryków[7].
- Płytę promowały teledyski do utworu „Pain Into Power”[8], „Can't Help But Hate”[9].